# 凳寨乡
凳寨乡，是中华人民共和国湖南省怀化市新晃侗族自治县下辖的一个乡镇级行政单位。

## 行政区划
凳寨乡下辖以下地区：
寿里村、绞海村、台洞村、光芒村、桂光村、安马村、花园村、东村和凳寨村。